# Ronald Mukiibi
Ronald Mukiibi (sinh ngày 16 tháng 9 năm 1991) là một cầu thủ bóng đá người Thụy Điển gốc Uganda  thi đấu cho Östersunds FK ở vị trí hậu vệ. Ngày 15 tháng 2 năm 2018 anh thi đấu trước Arsenal FC tại Europa league.

## Sự nghiệp quốc tế
Mukiibi được triệu tập vào Đội tuyển bóng đá quốc gia Uganda tham dự Cúp bóng đá châu Phi 2017, but declined the callup.